# フェラーリ・642

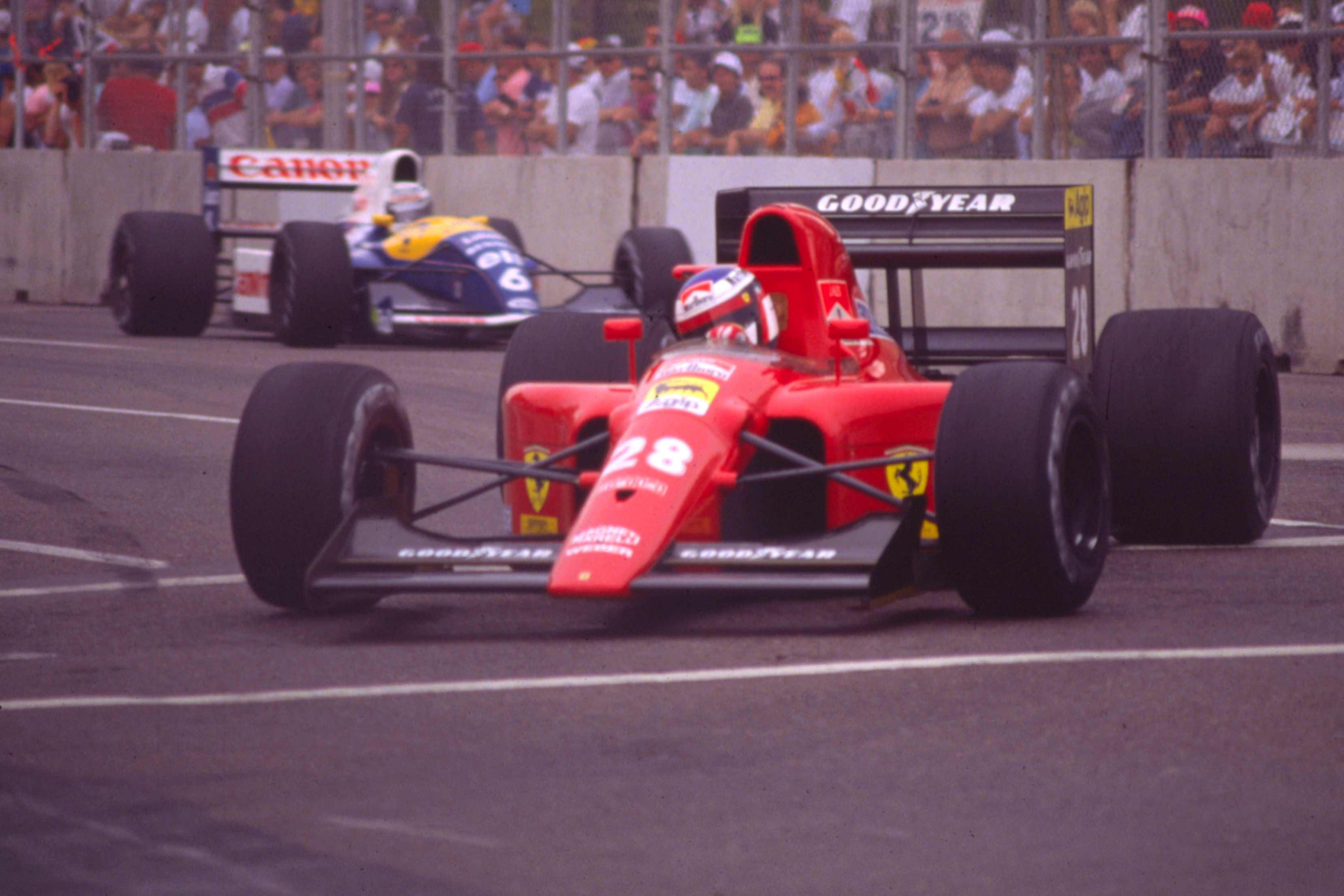
1991年のアメリカGPでジャン・アレジがドライブする642

フェラーリ642 (Ferrari 642) は、スクーデリア・フェラーリが1991年のF1世界選手権参戦用に開発したフォーミュラ1カーで、スティーブ・ニコルズが設計した。1991年の開幕戦から第6戦まで実戦投入された。

## 642
1990年シーズンで終盤までタイトル争いに加わっていたフェラーリは、642を好調だった641/2の改良型として開発した。全体的なプロポーションは似ていたが、新レギュレーションにそって燃料タンク周りや、エアロダイナミクス面での改良が各部に施された。ただし、開幕前からすでに643の登場も噂されていた。
第3戦サンマリノGPから、サイドポンツーンがコンベンショナルな形状に変更され、ディフューザーを変更した。この改良を施されたマシンは642/2と呼称される時もある。この時点で639から続いていた、サイドポッドの流れるような円形の曲線が消滅した。第4戦モナコGPではエンジンに可変吸気システムが導入されるも効果を確かめることが出来ず、一旦お蔵入りになった。第5戦カナダGPでは左右2本のフロント・ショックアブソーバーをベルクランクを介して連結させる、デザイナーのジャン＝クロード・ミジョーがティレル時代に採用したモノショック機構の様なシステムを導入した。また、ジョン・バーナードが以前テストで試した、トーションバースプリングをフロントサスペンションに採用した。空力とサスペンション特性がうまくかみ合わず、燃料消費に伴う重量変化によって挙動が大きく変わる事が判明、開幕前テストでの好調がシーズンが始まると消えていた。
前年の641/2の速さを642が失っていた要因について、テクニカル・ディレクターとして現場にいたピエル・グイド・カステリは「レギュレーション変更によるフロントウィング幅の縮小と、フロント翼端板下部のミニ・スカートの地上高を従来より25mm上に変更されたことが非常に大きかった。この部分の空気の流れがマシンの底とリヤ部分の空力に影響を与えるが、ウィリアムズ（エイドリアン・ニューウェイ）がこのレギュレーション変更を最もうまく解釈して最高のマシンを作り上げた。一方で642はこのフロントタイヤ周りの空力変更によってマシン全体の空力的な安定性に大きな問題が生じて速さを失ったんだ。」と分析結果をイタリアのベテランジャーナリスト、フランコ・リニに回答している。またこの席では「燃料タンクの位置変更と、リヤウィングの位置が前方に移されたレギュレーション変更は大した問題では無かった」とも述べている。

## 1991年シーズン
シーズンオフのテストでは前年のマンセルによる最速タイムを破るなど、快調だった。チームとアラン・プロスト共に前年の戦いぶりから目的はワールド・チャンピオンの獲得であり、開幕戦フェニックス市街地コースにチームは4台の642を持ち込む必勝態勢で挑んだが、プロストが2位入賞、アレジがファステストラップを記録するも、マクラーレン・ホンダに敗れ、前出のテクニカルディレクター、カステリが開幕戦を見て「今年はウィリアムズ・FW14が最も優れたマシンだ」と認めるなど、開幕前のフェラーリ＆プロストがタイトル最右翼とのイタリアメディアでの期待は緒戦にして吹き飛んでしまった。シーズン前の642の戦闘力を過大評価していたと気付いたチェザーレ・フィオリオ監督は新車643導入の必要性に迫られ、開幕後のこの段階でようやく643プロジェクトに本腰が入れられたが、フィオリオはチーム方針の不手際、成績不振の責任を追及され、5月14日のフェラーリ取締役会議により更迭された。
新車643の完成までは642をグランプリ毎に改良を加えながらの参戦となった。特にフロント周りに頻繁に変更が加えられ、複数のダンパーを試して空力を見直したが、マクラーレンだけでなく、FW14の信頼性を高めつつあったウィリアムズ・ルノーにも先を越される状況となった。642は前後ともサスペンションの取り付け位置変更、ウィング翼端板の変更、アジップの特殊ガソリンに対応する新しいエンジン・マネージメントシステムの導入、排気マニホールドの全面見直しなど、全分野について手直しが入った。
7月に3ヶ月という短い製作期間で643が完成されたことを受け、1991年第6戦メキシコGPが642の最後のグランプリとなった。

## スペック

### シャーシ
- シャーシ名 642
- 全長 4,400mm
- 全幅 2,130mm
- 全高 1,004mm
- ホイールベース 2,881mm
- 前トレッド 1,800mm
- 後トレッド 1,675mm
- 重量 505kg
- ダンパー ペンスキー/フェラーリ・ビルシュタイン
- クラッチ AP
- ブレーキキャリパー SEP
- ブレーキディスク・パッド ヒトコ
- ホイール スピードライン
- タイヤ グッドイヤー
- ギヤボックス 縦置き7速セミオートマチック

### エンジン
- エンジン名 Tipo037
- 気筒数・角度 V型12気筒・65度
- 排気量 3,500cc
- スパークプラグ チャンピオン
- 燃料・潤滑油 Agip
- イグニッション マニエッティ・マレリ
- インジェクション マニエッティ・マレリ

## 記録（第7戦以降は643を使用）
| 年   | マシン  | No. | ドライバー       | 1                  | 2            | 3              | 4          | 5          | 6            | 7            | 8            | 9          | 10             | 11           | 12           | 13             | 14           | 15                         | 16                 | ポイント | ランキング |
| ---- | ------- | --- | ---------------- | ------------------ | ------------ | -------------- | ---------- | ---------- | ------------ | ------------ | ------------ | ---------- | -------------- | ------------ | ------------ | -------------- | ------------ | -------------------------- | ------------------ | -------- | ---------- |
| 1991 | 642 643 |     |                  | アメリカ合衆国の旗 | ブラジルの旗 | サンマリノの旗 | モナコの旗 | カナダの旗 | メキシコの旗 | フランスの旗 | イギリスの旗 | ドイツの旗 | ハンガリーの旗 | ベルギーの旗 | イタリアの旗 | ポルトガルの旗 | スペインの旗 | 1991年日本グランプリ (4輪) | オーストラリアの旗 | 55       | 3位        |
| 1991 | 642 643 | 27  | アラン・プロスト | 2                  | 4            | Ret            | 5          | Ret        | Ret          |              |              |            |                |              |              |                |              |                            |                    | 55       | 3位        |
| 1991 | 642 643 | 28  | ジャン・アレジ   | 12                 | 6            | Ret            | 3          | Ret        | Ret          |              |              |            |                |              |              |                |              |                            |                    | 55       | 3位        |

- 太字はポールポジション、斜字はファステストラップ

## 商品化
1991年当時ロッソとハセガワから1/24スケールのプラモデルが発売された。この時の名称はフェラーリ642だったが、2007年にハセガワ版が再発売された際にはF1-90という名称だった。ハセガワによるとフェラーリ側では642はF1-90の91年仕様という位置付になっているという。マテルから2010年から2011年にかけて発売された642と643のミニカーはどちらもパッケージの名称はF1-91だったが輸入元の京商は642、643という名称で販売した。